# Belba interlamellaris
Belba interlamellaris är en kvalsterart som beskrevs av Rainer Willmann 1939. Belba interlamellaris ingår i släktet Belba och familjen Damaeidae. Inga underarter finns listade.